# Furcsa páros
A Furcsa páros (angolul: The Good Guys) 2010-es amerikai akcióvígjáték-sorozat egy régi vágású zsaruról és egy modern detektívről. Az első epizódot 2010. május 19-én sugározták a Foxon, majd június 7-től hetente jelentkezett. A sorozat főszereplői Bradley Whitford Dan Stark, a Dallas Police Department egykori bajuszos nagyágyúja szerepében és Colin Hanks Jack Bailey, a fiatal, ambiciózus, ’minden az előírások szerint’ detektív szerepében, akit Dan mellé rendelnek partnerként szemtelen viselkedése miatt. Öt nappal az utolsó epizód sugárzása után, 2010. december 15-én a Fox Television Studios bejelentette a The Good Guys végét.

## Szereplők
| Szereplő            | Színész          |
| ------------------- | ---------------- |
| Dan Stark           | Bradley Whitford |
| Jack Bailey         | Colin Hanks      |
| Liz Traynor         | Jenny Wade       |
| Lieutenant Ana Ruiz | Diana Maria Riva |
| Julius Grant        | RonReaco Lee     |
| Samantha Evans      | Angela Sarafyan  |
| Elton Hodges        | Joel Spence      |
| Frank Savage        | Gary Cole        |

## Gyártás
A sorozatot elsődlegesen Dallasban rögzítették, így a Fair Parkban is, mely számos forgatási helyszínt tudott nyújtani, és a lakosságot sem zavarta a forgatás. A sorozat eredeti helyszíne Los Angeles lett volna, de Dallas város tisztviselői meggyőzték Matt Nixt, hogy Dallasba helyezze a történetét. Nix így nyilatkozott Dallasról: „Ez egy nagyszerű város arra, hogy felugorj egy motorháztetőre.” A főszereplők kezdetben egy ’90-es évek közepi Chevrolet Luminát használnak, ám az első részben Dan Stark szerez egy 1980-as Pontiac Trans Amot egy túsz kiszabadításához, így a páros új autója lesz. Miután a Lumina ripityára törik a „Bait & Switch” egy a 2000-es évek közepén gyártott Ford Taurus kerül a helyére, de Dan és Jack csak ritkán használják együtt. A gyártási munkálatok 2010 januárjában kezdődtek, míg a pilot epizód forgatása február elejéig tartott. A színészek időt szántak valódi dallasi megfelelőik megfigyelésére.
A főcímben szereplő dal, a „Slink (A Hymn)” a Locksley együttes szerzeménye a sorozat számára.
A The Good Guys eredetileg a Jack and Dan (Jack és Dan) munkacímen volt ismert. Pár hónapig Code 58 (58-as kód) címen volt ismert, mely a Dallas Police Department rutin nyomozói kódja, majd rövid ideig The Five Eight címen, mielőtt a producerek megállapodtak a The Good Guys (A jó fiúk) címben. 2010 januárjában a Televíziókritikusok Szövetségének sajtóturnéján Colin Hanks viccelődve a Opposite Buddy Cop Show (Különböző zsarus sorozat) címet javasolta a produkciónak.
2010 májusában a Fox bejelentette, hogy további hét részt rendeltek a sorozat első évadához, ezzel húsz részre bővítve azt. A sorozat nyári futása hétfőnként 21:00-kor 2010. augusztus 2-án végződött. A The Good Guys 2010. szeptember 24-től péntek este 21:00-re költözött a Doktor House ismétléseivel (eredetileg a Tökéletes célpont vezette volna fel, azonban az szerda estére került a Lone Star befejezése után).
A sorozat nézettségi problémákkal küzdött, nyáron rendszeresen negyedikként, októbertől pedig ötödikként végezve idősávjában, így a második évad lehetősége – az alacsony költségek ellenére – bizonytalan maradt. Kevin Reilly, a Fox elnöke azt mondta, hogy bár a csatorna nem biztos hogy azonnal új részeket rendel a sorozatból, ez nem azt jelenti, hogy végleg vége. Az utolsó részt 2010. december 10-én sugározta a Fox. 2010. december 15-én Robert Wilonsky a Dallas Observer hasábjain jelentette, hogy a Fox Television Studios, a sorozat produkciós cége úgy informálta a Dallasi Filmbizottságot, hogy a sorozatot nem folytatják.
Az egész sorozatot ismételten leadták 2011. január 1-jétől kezdődően vasárnap 23:00-tól a Foxon.

## Epizódok
| # | Cím                                         | Rendező             | Író                                     | Premier                               | Nézettség    |
| --- | ------------------------------------------- | ------------------- | --------------------------------------- | ------------------------------------- | ------------ |
| 1. | Miből lesz a cserebogár? (Pilot)            | Tim Matheson        | Matt Nix                                | 2010. május 19. 2015. január 7.       | 4,93 millió  |
| Miközben Dan és Jack egy betörés és ellopott párologtató ügyén dolgoznak, drogcsempészekbe botlanak.                                                                                |                                             |                     |                                         |                                       |              |
| 2. | Csalimadár (Bait & Switch)                  | Matt Shakman        | Rick Muirragui                          | 2010. június 7. 2015. január 14.      | 4,56 millió  |
| Jack és Dan fényt derít egy autólopási ügyletre, míg egy betört ablak után nyomoznak.                                                                                               |                                             |                     |                                         |                                       |              |
| 3. | A betört ajtó rejtélye (Broken Door Theory) | Jeremiah S. Chechik | Kyle Long                               | 2010. június 14. 2015. január 21.     | 4,29 millió  |
| Jack és Dan prostitúcióval foglalkozó üzletet és gyilkosságot leplez le egy megrongált édességautomatának köszönhetően.                                                             |                                             |                     |                                         |                                       |              |
| 4. | Korunk hőse (The Dim Knight)                | Kevin Bray          | Tamara Becher                           | 2010. június 21. 2015. január 28.     | 4,24 millió  |
| Mérgezett kutyák ügye vezet el számos illegális kémiai laborhoz. |                                             |                     |                                         |                                       |              |
| 5. | Akasztják a hóhért ($3.52)                  | Steven Surjik       | Matt Nix                                | 2010. június 28. 2015. február 2.     | 4,13 millió  |
| 6. | Aki másnak vermet ás (Small Rooms)          | John Kretchmer      | Aaron Ginsburg és Wade McIntyre         | 2010. július 12. 2015. február 9.     | 3,42 millió  |
| Dan unalomból egy régi bizonyítékot rejt el egy autólopás tetthelyén, így egy fegyverkereskedelmi holt akta újra előtérbe kerül.                                                    |                                             |                     |                                         |                                       |              |
| 7. | Tuti füles (Hunches & Heists)               | John Kretchmer      | Ben Wexler                              | 2010. július 19. 2015. február 16.    | 3,48 millió  |
| Dan és Jack rájön, hogy egy riasztott bankrablás csak félrevezető hadművelet. |                                             |                     |                                         |                                       |              |
| 8. | A tégla (Silvio’s Way)                      | Dennie Gordon       | Zack Estrin                             | 2010. július 26. 2015. február 23.    | 3,47 millió  |
| Dan beépített ügynökként dolgozik, hogy elkaphasson három bűnözőt, akik korábban megléptek előle.                                                                                   |                                             |                     |                                         |                                       |              |
| 9. | Dögösen morcos (Don’t Tase Me, Bro)         | Jonathan Frakes     | Kyle Long                               | 2010. augusztus 2. 2015. március 2.   | 3,59 millió  |
| Dan véletlenül felfedi egy védett föderációs tanú hollétét, így meg kell védeni egy bérgyilkostól.                                                                                  |                                             |                     |                                         |                                       |              |
| 10. | Maszek meló (Vacation)                      | Sanford Bookstaver  | Aaron Ginsburg és Wade McIntyre         | 2010. szeptember 24. 2015. március 9. | 2,804 millió |
| Dan, miután egy hétre felfüggesztették Jackkel, „kölcsönvesz” 50 000 dollárt az őrstől, hogy elkaphassa Julius erőszakos adósságbehajtóját, ám a pénzt nem sikerül visszaszereznie. |                                             |                     |                                         |                                       |              |
| 11. | Közös ellenség (Common Enemies)             | Peter Lauer         | történet: Matt Nix tévéjáték: Adam Barr | 2010. október 1. 2015. március 16.    | 2,484 millió |
| Jacknek és Dannek egy arrogáns törvényszéki specialistát kell segítenie egy betörés utáni nyomozásban, miközben Liz bajba kerül egy prostitúció leleplezésekor.                     |                                             |                     |                                         |                                       |              |
| 12. | Feketén-fehéren (Little Things)             | Jeremiah Chechik    | történet: Matt Nix tévéjáték: Greg Hart | 2010. október 8. 2015. március 23.    | 2,262 millió |
| Egy gyerektől kapott ötlet alapján Jack és Dan lelepleznek két személyiséglopót, akik két mexikói drogdílert segítenek.                                                             |                                             |                     |                                         |                                       |              |
| 13. | Régi ügy új köntösben (Dan on the Run)      | Adam Davidson       | Rick Miurragui                          | 2010. október 15. 2015. március 30.   | 2,35 millió  |
| Az egykori kormányzó fiát, akit Dan és akkori társa Frank megmentettek, ismét elrabolják. Jack megpróbálja bizonyítani, hogy nem Dan a tettes, míg Dan Frank segítségét kéri.       |                                             |                     |                                         |                                       |              |
| 14. | A szórakozott nagybácsi (Old Dogs)          | Tate Donovan        | Adam Barr                               | 2010. október 22. 2015. április 13.   | 2,309 millió |
| 15. | A kukkoló (The Whistleblower)               | Sanford Bookstaver  | Aaron Ginsberg és Wade McIntyre         | 2010. október 29. 2015. április 20.   | 2,354 millió |
| 16. | Aktakukac (Silence of the Dan)              | Jonathan Frakes     | Kyle Long                               | 2010. november 5. 2015. április 27.   | 2,701 millió |
| 17. | A romantikának lőttek (The Getaway)         | Matt Shakman        | Rick Muirragui                          | 2010. november 12. 2015. május 4.     | 2,359 millió |
| 18. | Szuperzsaruk (Supercops)                    | Matt Nix            | Matt Nix és Tamara Becher               | 2010. november 19. 2015. május 11.    | 2,662 millió |
| 19. | Zsaruk egymás közt (Cop Killer)             | Sanford Bookstaver  | Aaron Ginsburg és Wade McIntyre         | 2010. december 3. 2015. május 18.     | 2,448 millió |
| 20. | Szigorúan bizalmas (Partners)               | Stephen Surjik      | Ben Wexler                              | 2010. december 10. 2015. június 1.    | 2,232 millió |

## Fogadtatás
A The Good Guys a Metacritic oldalon húsz kritika alapján 61/100 pontot kapott, míg a felhasználók véleményezése szerint 8,3/10 pontot. Alessandra Stanley a The New York Timestól „frissnek” és „pajkosnak” titulálta sorozatot, mely „intelligens és szórakoztató módon idétlen”. A Sudbury Star újságírója, John Crook „frissítő nevetés- és majd’ nonstop akcióbombának” találta, mely „kombinálja a gyors vizuális stílust az időben ugráló narrációval.” Nancy deWolf Smith, a The Wall Street Journal munkatársa élvezte a sorozat „Lázár-taxonát”, ahogy a régi vágású zsaru megjelenik a modern rendőri környezetben, valóra váltva a lehetetlent, hogy „a köztudatban kulturálisan egyik leggyatrábbként élő területet csillogóvá, újjá varázsolják.” Azt írta továbbá, hogy „legkiemelkedőbb teljesítménye az eredetiség.” Maureen Ryan, a Chicago Tribune kritikusa így írt: „Nem sűrűn kérik drámai színészektől – követelményként – hogy ripacskodjon, de Whitford élvezettel teszi (ripacskodás és élvezet? Túlzás lenne a The Good Guyst giccsesnek nevezni?).” Ryannak továbbá az első rész nézésekor a The Colbert Report című éjszakai szatirikus hírműsor jutott eszébe.
A Deseret News televíziós kritikusának, Scott D. Pierce-nek nem tetszett a sorozat, neki „Nagy csalódást okozott. Hatalmas csalódást okozott.” Matthew Gilbert a The Boston Globe-tól szerette volna, ha a sorozat jobban működik, mivel „oly sok bizonyított tehetség dolgozott rajta”, azonban úgy érezte, „az az egy óra vánszorgott.” A detroiti Metro Times újságírója, Jim McFarlin nem tudta mit keres a sorozatban: „Míg a gazdaság még mindig kritikus helyzetben van, a bűnözés pedig fellendülőben, a vicces, részeg zsaruk elképzelése nem mutat túl jól ezekben az időkben.” McFarlin a Life on Mars amerikai változatához hasonlította a sorozatot, minthogy az is egy nem konvencionális rendőrségi dráma, mely egy évad után vége tért, és azt mondta: „Ha egy újabb Minden lében négy kanált várunk a The Good Guystól, fel kell készülnünk a csalódásra.” Hank Stuever, a The Washington Post kritikusa úgy találta, hogy „Saját társadalmunkhoz hasonlóan, a The Good Guys nem tudja mikor is van.” Stuever szerint továbbá a sorozat „azon idők maradványa, amikor az autós üldözés fontosabb volt, mint a laborvizsgálat”, és a „szarkazmus lehetőségének leghalványabb fuvallata” van benne.

### Amerikai nézettség
| №  | Epizód             | Nézettség | Arány | Nézettség/arány (18–49) | Nézettség (millió fő) | Helyezés (háztartások) | Helyezés (nézőszám) | Helyezés (18–49) | Forrás |
| -- | ------------------ | --------- | ----- | ----------------------- | --------------------- | ---------------------- | ------------------- | ---------------- | ------ |
| 1  | Pilot              | 3.2       | 6     | 1.5/5                   | 4.93                  | #4                     | #4                  | #4               | [ 26 ] |
| 2  | Bait & Switch      | 2.9       | 5     | 1.4/4                   | 4.56                  | #4                     | #4                  | #4               | [ 27 ] |
| 3  | Broken Door Theory | 2.7       | 4     | 1.3/4                   | 4.29                  | #4                     | #4                  | #4               | [ 28 ] |
| 4  | The Dim Knight     | 2.7       | 5     | 1.2/4                   | 4.24                  | #3                     | #3                  | #4               | [ 29 ] |
| 5  | $3.52              | 2.5       | 4     | 1.2/3                   | 4.13                  | #4                     | #4                  | #4               | [ 30 ] |
| 6  | Small Rooms        | 2.2       | 4     | 1.0/3                   | 3.42                  | #4                     | #4                  | #4               | [ 31 ] |
| 7  | Hunches & Heists   | 2.1       | 3     | 1.1/3                   | 3.48                  | #4                     | #4                  | #4               | [ 32 ] |
| 8  | Silvio's Way       | 2.0       | 3     | 1.0/3                   | 3.47                  | #4                     | #4                  | #4               | [ 33 ] |
| 9  | Don't Tase Me, Bro | 2.3       | 4     | 1.1/3                   | 3.59                  | #4                     | #4                  | #4               | [ 34 ] |
| 10 | Vacation           | 1.7       | 3     | 0.9/3                   | 2.804                 | #4                     | #5                  | #4               | [ 35 ] |
| 11 | Common Enemies     | 1.6       | 3     | 0.7/3                   | 2.484                 | #4                     | #4                  | #5               | [ 36 ] |
| 12 | Little Things      | 1.4       | 3     | 0.7/3                   | 2.262                 | #4                     | #4                  | #5               | [ 37 ] |
| 13 | Dan on the Run     | 1.5       | 3     | 0.8/3                   | 2.35                  | #4                     | #5                  | #5               | [ 38 ] |
| 14 | Old Dogs           | 1.5       | 3     | 0.6/2                   | 2.309                 | #4                     | #5                  | #5               | [ 39 ] |
| 15 | The Whistleblower  | 1.5       | 3     | 0.7/2                   | 2.354                 | #4                     | #5                  | #5               | [ 40 ] |
| 16 | Silence of the Dan | 1.7       | 3     | 0.8/3                   | 2.701                 | #4                     | #4                  | #5               | [ 41 ] |
| 17 | The Getaway        | 1.5       | 3     | 0.7/2                   | 2.359                 | #4                     | #4                  | #5               | [ 42 ] |
| 18 | Supercops          | 1.6       | 3     | 0.7/2                   | 2.662                 | #4                     | #4                  | #5               | [ 43 ] |
| 19 | Cop Killer         | 1.5       | 3     | 0.7/2                   | 2.448                 | #4                     | #4                  | #5               | [ 44 ] |
| 20 | Partners           | 1.4       | 2     | 0.7/2                   | 2.323                 | #5                     | #4                  | #5               | [ 45 ] |

## Fordítás
- Ez a szócikk részben vagy egészben  a   The Good Guys (2010 TV series) című angol Wikipédia-szócikk ezen változatának fordításán alapul.  Az eredeti cikk szerkesztőit annak laptörténete sorolja fel. Ez a jelzés csupán a megfogalmazás eredetét és a szerzői jogokat jelzi, nem szolgál a cikkben szereplő információk forrásmegjelöléseként.